# Trujillo Bajo
Trujillo Bajo es un barrio ubicado en el municipio de Carolina en el estado libre asociado de Puerto Rico. En el Censo de 2010 tenía una población de 8805 habitantes y una densidad poblacional de 1288,23 personas por kilómetro cuadrado.

## Geografía
Trujillo Bajo se encuentra ubicado en las coordenadas 18°22′00″N 65°56′42″O / 18.36667, -65.94500. Según la Oficina del Censo de los Estados Unidos, Trujillo Bajo tiene una superficie total de 6.83 km², de la cual 6.72 km² corresponden a tierra firme y (1.71 %) 0.12 km² es agua.

## Demografía
Según el censo de 2010, había 8805 personas residiendo en Trujillo Bajo. La densidad de población era de 1288,23 hab./km². De los 8805 habitantes, Trujillo Bajo estaba compuesto por el 64.57 % blancos, el 23.55 % eran afroamericanos, el 0.5 % eran amerindios, el 0.3 % eran asiáticos, el 8.09 % eran de otras razas y el 3 % pertenecían a dos o más razas. Del total de la población el 98.99 % eran hispanos o latinos de cualquier raza.